# 尖頭葉唇魚
尖頭葉唇魚（學名：Ptychocheilus lucius）是北美洲最大的鯉形目魚類，有報導指其體長可達6英呎（1.8公尺）長、重逾100英磅（45公斤）。曾廣泛分布於其原生地──美國西南部的科羅拉多河流域，以前為印地安人和歐洲移民重要之食用魚種。後來數目及分布範圍已減小到使之於1967年被列入瀕危物種，與其它三種科羅拉多河流域的特有種魚類──美麗骨尾魚、隆背骨尾魚、銳項亞口魚命運相同。

## 體型描述
正如其他三種葉唇魚屬的魚一樣，尖頭葉唇魚有著像狗魚般的細長體型。鱼头细长，呈圓椎狀，且有點扁平，佔了接近體長的四分之一。背部呈亮橄欖綠，體側呈淡黃色，下方腹部呈白色。幼魚的尾鰭有黑點。背鰭和臀鰭的鰭條數皆為九。咽頭齒長且彎曲。下顎沒有牙齒，嘴唇向後折疊形成肉質的嘴。
前述六呎長的個體是由遺留下來的骨骼所推測出來，但1994年《鹽湖城論壇報》採訪的社區耆老指出這樣大小的個體在昔日很常見。1960年代捕獲的11歲魚最長為60公分，但到了1990年代，最大則不超過34公分。生物學家認為目前葉唇魚屬成體的平均大小在4到9磅（2至5千克）之間，因而近來那些關於超過3呎長個體的報導現在則變得令人存疑。

## 生態行為
葉唇魚屬的幼魚體長在5公分以下時，以枝角類、橈腳類、搖蚊科幼體為食，大小到了10公分左右則換以昆蟲為食，成熟後則漸漸捕食較多的魚類。一旦體長達到大約30公分，則幾乎完全以魚類為食。幼魚的棲息地主要是科羅拉多州湍急渾濁河流的洄水區，成魚生活在更清澈的河道中，繁殖期時會從河川下游洄游至上游，繁殖期的雄魚呈青銅色，佈滿結節，而雌魚通常較大，顏色較淺，結節較少。當魚到達產卵地點時，它們會在更深的水池和漩渦中停留，並在附近的溪流和深淺灘中產卵，在那裡釋放粘性卵。根據水溫的不同，這些卵的孵化速度也不同，當水溫約為20 °C (68 °F) 時，卵在3-5天內孵化，而在25 °C (77 °F) 的較高溫度下，卵在大約 2-3 天內孵化。
1. ↑  NatureServe. . The IUCN Red List of Threatened Species. 2020: e.T18829A174780793 [errata version of 2013 assessment]  [11 November 2021]. doi:10.2305/IUCN.UK.2013-1.RLTS.T18829A174780793.en .
2. ↑  NatureServe. . NatureServe Network Biodiversity Location Data. Arlington, Virginia: NatureServe. 2 December 2022  [19 December 2022]. （原始内容存档于2024-03-02） –NatureServe Explorer.
3. ↑  U.S. Fish and Wildlife Service. . 22 September 2016  [2 January 2023]. （原始内容存档于2023-01-02）.
4. ↑  Tyus, H.M. . Boca Raton, Florida: Taylor and Francis Group, CRC Press. 2012: 346–350. ISBN 978-1-4398-9759-1.
5. ↑  Tyus, Harold M.; McAda, Charles W. . The Southwestern Naturalist. 1984, 29 (3): 289–299. ISSN 0038-4909. JSTOR 3671360. doi:10.2307/3671360.
6. ↑  Marsh, Paul C. . The Southwestern Naturalist. 1985, 30 (1): 129–140. ISSN 0038-4909. JSTOR 3670666. doi:10.2307/3670666.